# Baryplegma rustica
Baryplegma rustica är en tvåvingeart som först beskrevs av Bates 1934.  Baryplegma rustica ingår i släktet Baryplegma och familjen borrflugor.
Artens utbredningsområde är Ecuador. Inga underarter finns listade.